# Liste der Monuments historiques in Saint-Étienne-sur-Chalaronne
Die Liste der Monuments historiques in Saint-Étienne-sur-Chalaronne führt die Monuments historiques in der französischen Gemeinde Saint-Étienne-sur-Chalaronne auf.

## Liste der Bauwerke
| Bezeichnung      | Beschreibung                                      | Standort                      | Kennzeichnung | Schutzstatus | Datum | Bild           |
| ---------------- | ------------------------------------------------- | ----------------------------- | ------------- | ------------ | ----- | -------------- |
| Schloss Beaumont | Erbaut in der zweiten Hälfte des 19. Jahrhunderts | (Lage)                        | PA01000020    | Inscrit      | 2006  | weitere Bilder |
| Mühle Tallard    | Erbaut im 17. Jahrhundert                         | 389, chemin de Tallard (Lage) | PA01000040    | Inscrit      | 2015  | weitere Bilder |

## Liste der Objekte
- Monuments historiques (Objekte) in Saint-Étienne-sur-Chalaronne in der Base Palissy des französischen Kultusministeriums